# 岩元家
岩元家（いわもとけ）は日本の氏族。
桓武天皇の系列から平氏へと続く名族である。

## 系統
桓武天皇 − 葛原親王 − 高見王 − 平高望 − 平良文 − 平貞道（村岡小五郎）− 平孝輔 − 平貞言（伊作平三） − 平良元 − 平季基 − 平兼輔 − 平兼重（神崎平太郎） − 平成道  −  岩元成時（兼時五郎又後成時） − 岩元道金八郎右条 -  以下省略 
| スタブアイコン | サブスタブ | この項目は、まだ閲覧者の調べものの参照としては役立たない、人物に関連した書きかけの項目です。この項目を加筆・訂正などしてくださる協力者を求めています（P:人物伝/PJ:人物伝）。 |